# Zannone (fiume)
Lo Zannone è un fiume che nasce tra il centro di Lari e la sua frazione di Querceto, in località Fonte di Cara, ai piedi del Monte imperiale.
Deviato nel corso del XVIII secolo per volere dei granduchi asburgo-lorenesi, fu trasformato in un canale nel quale confluirono alcuni corsi d'acqua delle Colline pisane e, denominato Fosso Reale, in origine sfociava direttamente nel Mar Tirreno, tra Livorno e Calambrone.
A seguito della realizzazione del canale Scolmatore dell'Arno, il Fosso Reale-Zannone fu deviato nello stesso Scolmatore.
Le sorgenti, dette "Fonti di Cara" sono visibili grazie al recupero della fonte settecentesca, restaurata da Giuseppe Diomelli, che si trova a ridosso della strada provinciale fra Lari e Querceto di Lari.